# محطة إدوين إيربي هاتش للطاقة النووية
محطة إدوين إيربي هاتش للطاقة النووية هي محطة للطاقة النووية تقع بالقرب من باكسلي، بولاية جورجيا، في جنوب شرق الولايات المتحدة.

## المساحة
تقع المحطة على مساحة تبلغ 2244 فدان (9 كيلومتر مربع).

## نبذة
يوجد للمحطة مفاعلين صنعت بواسطة شركة جنرال إلكتريك تعمل بواسطة الماء المغلي بسعة إجمالية تبلغ 1848 ميجاوات، كان بالسابق للمفاعلين قدرة مجمعة تبلغ 1759 ميجاوات.

## التشغيل
تم تشغيل الوحدة الأولى في عام 1974 وتبعتها الوحدة الثانية في عام 1978.

## التسمية
تم تسمية المحطة باسم إدوين هاتش، رئيس شركة جورجيا باور من عام 1963 إلى عام 1975، ورئيس مجلس الإدارة من عام 1975 إلى عام 1978.

## الترخيص
في عام 2002، قامت هيئة التنظيم النووي بتمديد تراخيص التشغيل لكلا المفاعلين لمدة عشرين عام.